# خوسيه جبريل دياز كويفا
خوسيه جبريل دياز كويفا هو كاهن كاثوليكي إكوادوري، ولد في 13 يونيو 1925 في كوينكا في الإكوادور، وتوفي في 26 يناير 2018.